# Santuario della Beata Vergine Addolorata (Cuceglio)
Il santuario Madonna Addolorata, della Beata Vergine Addolorata o più semplicemente dell'Addolorata è un santuario e dedicato alla Madonna. È collocato su un rilievo a circa 400 metri di quota che domina il centro abitato di Cuceglio.

## Storia

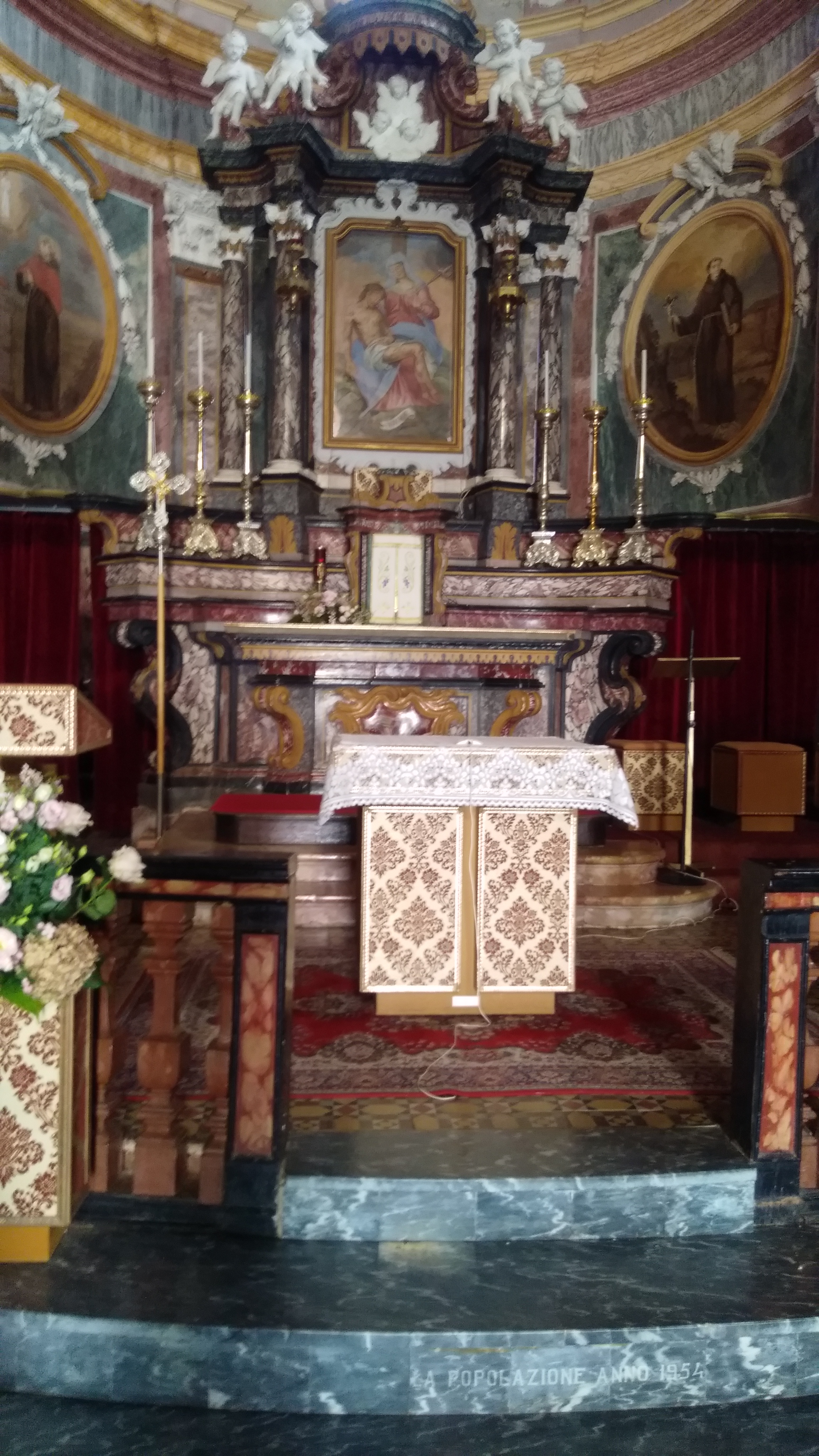
L'altare principale

Il santuario fu inizialmente costruito tra il 1740 e il 1743, grazie alle elemosine raccolte da un pastore del paese al quale era apparsa la Madonna. Edificato nel luogo dove sorgeva un pilone votivo, era costituito da una semplice cappella con al suo interno un affresco rappresentante la Madonna Addolorata davanti al Cristo disteso. La chiesetta venne poi amplitata tra il 1747 e il 1749, anche per l'aumentato afflusso di fedeli richiamati dalle numerose guarigioni. In realtà probabilmente i lavori di costruzione proseguirono ancora per alcuni anni e si conclusero solo nel 1749. Il nome del progettista dell'edificio non è noto. Nel 1817 nei locali adiacenti al santuario si insediarono i Frati Minori Osservanti, che lo ressero fino al 1866 arricchendolo di decorazioni e opere d'arte. I locali un tempo utilizzati come convento vennero in seguito adibiti ad asilo.

## Descrizione

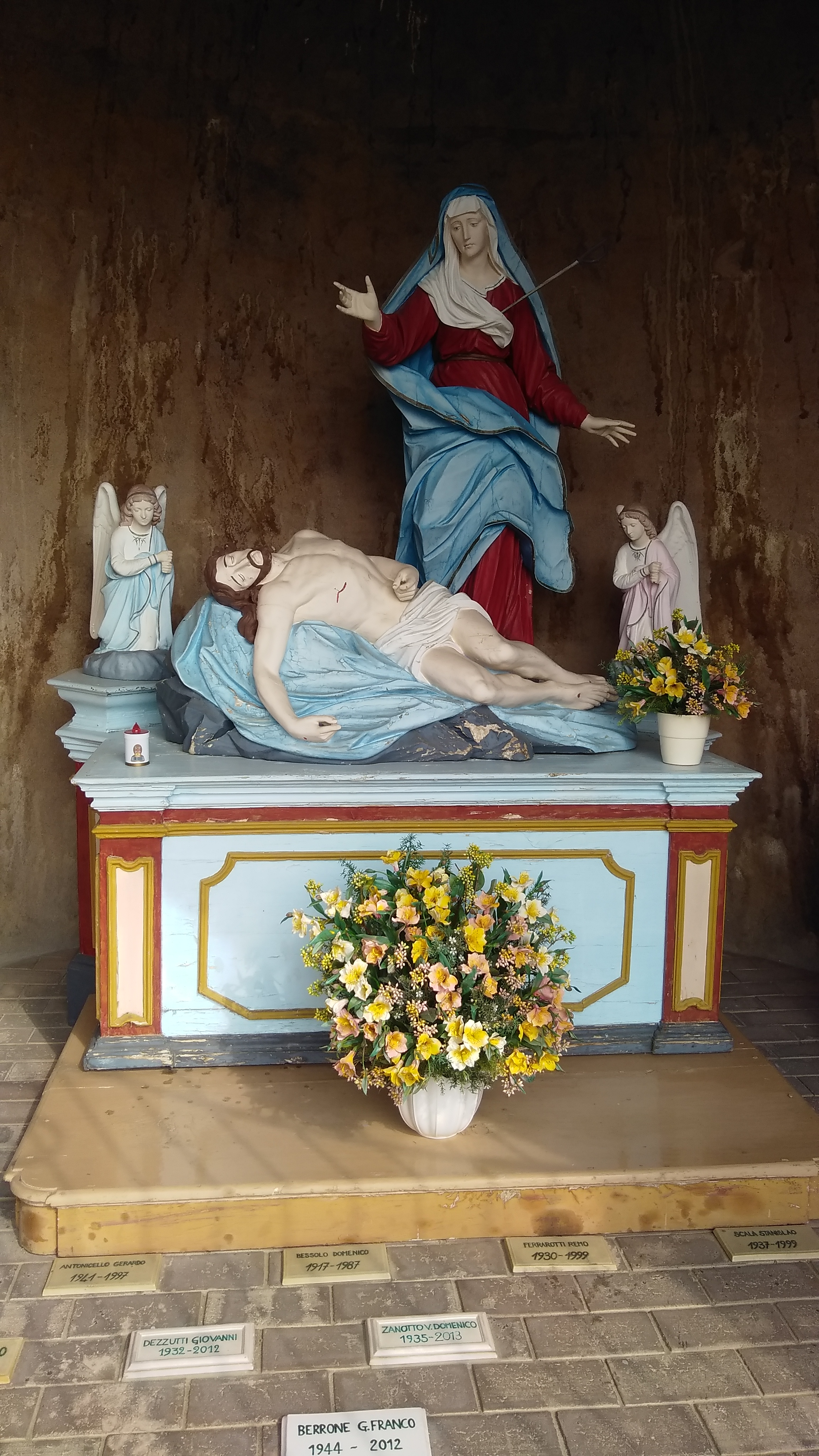
Statua di Maria alla base della scalinata d'accesso

Attualmente il santuario è costituito da una chiesa a navata unica, in stile barocco, chiusa da un'abside maggiore che a sua volta è fiancheggiata da due absidiole.
Davanti alla chiesa si trova una panoramica spianata inerbita con al centro una alta croce. A questa si accede grazie ad una grande scalinata costruita negli anni Quaranta del Novecento, adornata da due statue che rappresentano angeli. Alla base dello scalone, in una nicchia, si trova una statua dell'Addolorata. Ogni anno a settembre si celebra la festa del santuario.